# Viriditas
Viriditas (vom lat. viridis = grün) ist der von Hildegard von Bingen gebildete lateinische Begriff für Grünkraft und bezeichnet eine Grundkraft, die der gesamten Natur, also Menschen, Tieren, Pflanzen und Mineralien innewohnen soll. Die in Allem steckende Grundkraft ist nach Ansicht von Hildegard die Grundlage einer Heilung. Als moderner Ausdruck ist die Bezeichnung Spannkraft vorgeschlagen worden. Die Viriditas wird nach Hildegard durch monotone Tätigkeiten geschwächt, kann aber ihrer Ansicht nach durch Aufenthalt in der Natur, zum Beispiel Wandern, aufgefrischt werden. Es handelt sich um eine Grundlage der Hildegard-Mystik.
Auch Papst Gregor der Große benutzte den Begriff. Von neueren Autoren verwendet Kim Stanley Robinson diesen Begriff in seinen Science-Fiction-Romanen. Davon abgeleitet werden auch alternative medizinische Unternehmungen gelegentlich danach benannt und sogar Musikstücke, z. B. von Alfred Harth.